# Кировский (Агаповский район)
Кировский — посёлок в Агаповском районе Челябинской области. Входит в состав Магнитного сельского поселения.

## География
Расположен в юго-восточной части района, около поселка протекает река Субутак.
Поселок связан шоссейными дорогами с соседними населенными пунктами. Расстояние до районного центра села Агаповка 49 км, до центра сельского поселения поселка Магнитного 5 км.

## История
Поселок основан в 1930-е годы при отделении зернового совхоза «Магнитный». Назван в честь советского и партийного деятеля С. М. Кирова. По состоянию на 2008 год на территории поселка располагалось 2-е отделение ЗАО «Магнитное».

## Население
| 1970 | 1995 | 2002 | 2010 |
| ---- | ---- | ---- | ---- |
| 361  | ↘298 | ↗330 | ↘244 |

Проживают русские, башкиры.

## Улицы
- 8 Марта,
- Кольцевая,
- Северная,
- Школьная.